# F1 (pel·lícula)
F1 o F1 the Movie és una pel·lícula dramàtica esportiva americana del 2025 protagonitzada per Brad Pitt com un pilot de carreres que torna a la Fórmula 1 després d'una absència de trenta anys per salvar l'equip del seu antic company del col·lapse.
Va ser dirigida per Joseph Kosinski amb un guió escrit per Ehren Kruger, a partir d'un guió dels dos. La pel·lícula es va fer amb la col·laboració de la FIA, l'òrgan rector de la Fórmula 1, i compta amb molts pilots d'F1 de la vida real, inclòs Lewis Hamilton, que va ser productor de la pel·lícula. La pel·lícula també és protagonitzada per Damson Idris, Kerry Condon, Tobias Menzies i Javier Bardem.
F1 es va estrenar el 16 de juny de 2025 al Radio City Music Hall de Nova York i va ser estrenada als cinemes dels Estats Units per Warner Bros. Pictures el 27 de juny. Ha rebut crítiques positives.

## Argument
El pilot de curses estatunidenc Sonny Hayes, que ja fa anys que es nega a retirar-se, viu a la seva furgoneta. Tot i que va córrer a la Fórmula 1 per a l'equip Lotus a la dècada de 1990, les greus lesions d'un accident al Gran Premi d'Espanya de 1993 a Jerez van posar fi a la seva carrera a la Fórmula 1. Es va convertir en un addicte al joc i ara va de competició en competició. Després de guanyar les 24 Hores de Daytona, el seu company d'equip a Lotus, Ruben Cervantes, propietari de l'equip APXGP F1, li ofereix una prova de conducció, ja que el segon pilot d'APX està de baixa pel que resta de temporada. Cervantes revela que els seus inversors l'acomiadaran si APX no guanya una cursa aquell any. Amb nou curses restants, Cervantes tria Hayes per salvar la seva feina. Hayes hi accedeix de mala gana, perquè APX està encallat al final de la classificació.
A la prova de conducció a Silverstone, Hayes coneix el director de l'equip, Kaspar Smolinski, la directora tècnica Kate McKenna i el talentós pilot novell Joshua Pearce. Pearce és arrogant, però li preocupa que si acomiaden Cervantes, també l'acomiadaran a ell. Creu que per sobreviure ha d'aixafar qualsevol company d'equip que Cervantes contracti. Hayes té problemes per adaptar-se a la maquinària moderna de l'F1, però comença a entendre el cotxe. Pressionat, s'estavella, però Smolinski reconeix la seva habilitat i el contracta.
La primera cursa de Hayes va malament, ja que les lentes parades a boxes fan caure els pilots de l'APX a l'últim lloc després d'un començament prometedor. Hayes ignora una ordre d'equip de deixar passar Pearce, i els companys d'equip xoquen entre ells. Hayes repara la seva relació amb Pearce manipulant les regles de l'F1. En xocar intencionadament amb altres pilots per forçar períodes de cotxe de seguretat, ajuda a Pearce a atrapar cotxes més ràpids i a aconseguir el primer punt per a l'equip. Pearce adopta alguns dels mètodes d'entrenament de la vella escola de Hayes i Hayes emula el treball de Pearce al simulador de curses.
APX es converteix en un equip sòlid després que Hayes convenç McKenna perquè revisi el cotxe perquè pugui millorar a les corbes. L'equip té la seva primera oportunitat de guanyar durant una tempesta al Gran Premi d'Itàlia a Monza. Hayes anima Pearce a mantenir-se amb pneumàtics llisos, cosa que comporta el risc d'aquaplàning, però el situa en segon lloc. Tanmateix, Pearce ignora impacientment el consell de Hayes d'esperar una recta segura abans d'avançar Max Verstappen. Pearce s'estavella a la Parabolica i es perd les següents curses a causa d'una lesió, durant les quals Hayes millora progressivament els seus resultats a la classificació, en absència de Pearce. Pearce decideix aixafar Hayes a la pista quan torni. A la seva cursa de retorn, la conducció agressiva de Pearce elimina Hayes, cosa que l'enfurisma.
Amb dues curses restants, McKenna organitza una partida de pòquer en què el guanyador decideix qui rep un tracte favorable al Gran Premi de Las Vegas. Pearce guanya, però quan marxa Hayes revela que va deixar guanyar Pearce. Impressionada, McKenna porta Hayes a la seva habitació i passen la nit junts. Tanmateix, són interromputs per un anunci que, segons un denunciant, McKenna va dissenyar il·legalment les seves millores amb ajuda externa. McKenna nega haver fet res malament, però les regulacions de la FIA l'obliguen a eliminar les millores. Un Hayes frustrat s'empipa durant la cursa i s'estavella. Mentre Hayes es recupera a l'hospital, Cervantes s'assabenta que les lesions de Hayes dels anys noranta han afectat permanentment la seva capacitat de conduir i l'acomiada per la seva pròpia seguretat. El membre de la junta de l'APX, Peter Banning, revela a Hayes que la denúncia era falsa, per poder acomiadar Cervantes per baix rendiment i vendre l'equip. S'ofereix a nomenar Hayes director de l'equip si la venda es tanca.
Abans del Gran Premi d'Abu Dhabi, que posa fi a la temporada, Pearce admet que Hayes no va causar el seu accident a Itàlia i decideix ser més responsable a la pista. Hayes rebutja l'oferta de Banning i convenç Cervantes perquè li doni una última cursa. La FIA exonera McKenna i li restaura les millores del cotxe. Durant la cursa, una bandera vermella afortunada després que Hayes xoqui amb George Russell, i un bon treball en equip contra Charles Leclerc, deixen Pearce i Hayes en tercer i quart lloc. Hayes sacrifica la seva oportunitat de guanyar obligant el líder de la cursa, Lewis Hamilton, a bloquejar-lo en lloc de Pearce. Tanmateix, Hamilton i Pearce xoquen, donant la victòria a Hayes i salvant la feina de Cervantes i l'equip APX. Després de la cursa, Hayes i McKenna comencen una relació. Toto Wolff ofereix un seient a Pearce, però Pearce el rebutja, dient que està content on és. Hayes es retira de la Fórmula 1, però es queda al món de les curses, competint a la Baja 1000.

## Repartiment
- Brad Pitt com a Sonny Hayes, un pilot nòmada a sou i expilot de Fórmula 1 de l'equip Lotus, que és reclutat per unir-se a l'equip APXGP F1.
- Damson Idris com a Joshua Pearce, un pilot debutant que pilota per a l'APXGP, convertint-se en el company d'equip i principal rival de Hayes.
- Kerry Condon com a Kate McKenna, la directora tècnica de l'APXGP.
- Javier Bardem com a Ruben Cervantes, el propietari de l'equip APXGP i amic de Hayes i excompany d'equip de Lotus.
- Tobias Menzies com a Peter Banning, membre de la junta de l'APXGP.
- Kim Bodnia com a Kaspar Smolinski, el director de l'equip APXGP.
- Sarah Niles com a Bernadette Pearce, la mare de Pearce.
- Will Merrick com a Hugh Nickleby, l'enginyer de cursa de l'APXGP de Hayes.
- Joseph Balderrama com a Rico Fazio, l'enginyer de cursa de l'APXGP de Pearce.
- Abdul Salis com a Dodge Dowda, el mecànic en cap de l'APXGP.
- Callie Cooke com a Jodie, una muntadora de pneumàtics de parades a boxes de l'APXGP.
- Samson Kayo com a Cashman, cosí i mànager de Pearce.
- Shea Whigham com a Chip Hart, propietari de Chip Hart Racing, per a qui Hayes pilota les 24 Hores de Daytona.
- Layne Harper com a periodista.
- Luciano Bacheta com a Luca Cortez, un pilot reserva de l'APXGP que té mala relació amb Pearce.
- Simone Ashley va ser escollida per a un paper no revelat, però la seva aparició es va reduir a només un cameo, acreditada només com ella mateixa.[2][3]